# Dan Amboyer
Daniel James «Dan» Amboyer (Detroit, Míchigan; 28 de diciembre de 1985) es un actor estadounidense. Es conocido por interpretar a Guillermo de Cambridge en William & Catherine: A Royal Romance y a Thad Steadman en Younger.

## Biografía
Amboyer nació y fue criado en Detroit, Míchigan, hijo de Claudia y Donald Amboyer. Asistió a la The Roeper School y a la Interlochen Arts Academy. Posteriormente continuó sus estudios en la Carnegie Mellon School of Drama, donde se le ofreció la admisión temprana después de su tercer año de la escuela secundaria. Después de su graduación, se trasladó a la ciudad de Nueva York, donde obtuvo su primer trabajo Off-Broadway.
Amboyer toca el piano; además disfruta de montar a caballo, natación y hockey.

### Carrera
Amboyer debutó en televisión en un episodio de Law & Order y ha participado como estrella invitada en series de televisión tales como: All My Children, Body of Proof, Inside Amy Schumer y Person of Interest y en la película William & Catherine: A Royal Romance, donde interpretó al príncipe Guillermo.
También ha participado en obras de teatro tales como: Dido, reina de Cartago, These Seven Sicknesses, Friends and Relations, Remembrance of Things Past, Inherit the Wind, Grease, Romeo y Julieta, My Fair Lady, Camelot, Godspell y El lago de los cisnes.
Fue contratado para aparecer en Batman v Superman: Dawn of Justice al teniente Christie y a Thad Steadman en la dramedia de TV Land Younger.

### Vida personal
El 7 de octubre de 2017 se declaró homosexual y se casó con Eric P. Berger.

## Filmografía
| Cine       | Cine                                 | Cine                    | Cine                         |
| Año        | Título                               | Rol                     | Notas                        |
| ---------- | ------------------------------------ | ----------------------- | ---------------------------- |
| 2014       | Lily in the Grinder                  | Bean                    |                              |
| 2015       | Love the Coopers                     | Jake                    |                              |
| 2016       | Batman v Superman: Dawn of Justice   | Teniente Christie       |                              |
| 2017       | Brawl in Cell Block 99               | Longman                 |                              |
| Televisión |                                      |                         |                              |
| Año        | Título                               | Rol                     | Notas                        |
| 2007       | Law & Order                          | Todd Barton             | Episodio: «Good Faith»       |
| 2007       | All My Children                      | Francés                 | 1 episodio                   |
| 2011       | Body of Proof                        | George White            | Episodio: «Dead Man Walking» |
| 2011       | William & Catherine: A Royal Romance | Guillermo de Cambridge  | Película para televisión     |
| 2013       | Inside Amy Schumer                   | Ron                     | Episode: «The Horror»        |
| 2013       | Person of Interest                   | Don Juan                | Episodio: «Liberty»          |
| 2014       | Unforgettable                        | Eric Oliver             | Episodio: «The Haircut»      |
| 2015       | Younger                              | Thad Weber / Chad Weber | Elenco recurrente            |
| 2015       | Benders                              | Christian               |                              |
| 2017       | The Blacklist: Redemption            | Daniel / Trevor         | Elenco recurrente            |
| 2018       | Tell Me a Story                      | Blake                   | 2 episodios                  |